# Musée archéologique et ethnologique de Cordoue
Le musée archéologique et ethnologique de Cordoue (MAECO) se trouve à Cordoue (en Espagne). Il se situe dans l'ancien Palacio de los Páez de Castillejo (es) et dans un édifice annexe du nouveau bâtiment. Il possède de grandes collection d'objets datés de la Préhistoire au Moyen Âge.
Le musée archéologique et ethnologique de Cordoue est déclaré Bien de Interés Cultural dans la catégorie monument depuis 1962.

## Histoire
Les collections du musée, comme c'est souvent le cas avec ce type d'institution, n'ont pas été installées dans le même bâtiment tout au long de leur histoire : elles ont déménagé dans divers bâtiments successifs au sein de la ville.
En 1844, à la suite des confiscations effectuées par le gouvernement espagnol, les objets archéologiques provenant des monastères de Cordoue sont rassemblés au musée des beaux-arts de Cordoue pour former ce qu'on appelle la Collection des Antiquités (plus tard appelée Section des Antiquités). Ce musée était à l'origine situé dans le collège de l'Assomption. En 1849 il est transféré avec ses collections à la députation provinciale et en 1861 à l'hôpital de la Charité.
En 1868, le musée archéologique provincial de Cordoue est créé. Durant quelques années il partage le même bâtiment que le musée des beaux-arts. En 1871, le peintre Rafael Romero Barros en devient le conservateur. La séparation physique entre les deux collections se produit en 1920, quand le musée archéologique s'installe sur la plaza de San Juan. Peu de temps, après le rassemblement de la collection, un nouveau déplacement est effectué, cette fois vers la maison mudéjar de la calle Velázquez Bosco (aujourd'hui calle Samuel de los Santos).
Durant cette étape dans la calle Velázquez Bosco, Joaquín María de Navascués (es), Fernando Valls-Taberner (es) et Blas Taracena (es) - bref intermède de la guerre d'Espagne - et Samuel de los Santos dirigent successivement le musée. Ce dernier favorise le transfert de la collection entière vers son emplacement actuel, promeut de nouvelles fouilles, et fait réaliser un nouvel inventaire et un catalogue.
Sous la direction d'Ana María Vicent Zaragoza (es) de 1959 à 1987, le musée s'installe sur son site actuel, le Palacio de los Páez de Castillejo (es). Il en résulte une substantielle amplification des fonds conservés par le musée, la création de services de recherche archéologique en milieu urbain, la naissance de la bibliothèque spécialisée en archéologie, et l'édition d'une revue scientifique, Corduba Archaeologica. Le musée archéologique de Cordoue devient l'un des plus complets d'Espagne, et son bâtiment et ses collections sont déclarés Biens d'intérêt culturel en 1962.

## Expansion et restauration
Pour rénover le Palacio de los Páez de Castillejo (es), il est rédigé en 1992 un programme muséologique (actualisé en 1998) qui jette les bases d'une future expansion.
En 1998, est lancé un concours d'idées pour la construction d'un nouvel édifice qui permettrait l'agrandissement du musée. Le concours est remporté par le projet de Pau Soler Serratosa. Les travaux du nouvel édifice se terminent en 2009.
Parallèlement, les études archéologiques continuent dans les terrains vagues annexes, où est découvert le théâtre antique de Colonia Patricia Corduba, ainsi que des ateliers artisanaux de la fin de l'époque romaine et des maisons médiévales andalouses, qu'historiquement nous pouvons connecter avec les vestiges de l'époque médiévale conservés à l'intérieur du palais et avec la grande construction de la Renaissance de Hernán Ruiz II (es).
Cependant, malgré la construction d'un nouvel édifice annexe, la restauration du Palacio de los Páez est toujours en cours. La partie ouverte du musée est donc encore uniquement le nouvel édifice, même si pour des problèmes d'espace dans l'idéal les deux bâtiments devront à terme fonctionner tous les deux. En avril 2017, le Sénat a exhorté le Gouvernement à restaurer le musée.

## Collections
Les collections du musée comprennent 33 500 pièces répertoriées, allant de la Préhistoire au Moyen Âge.

Quelques œuvres du musée
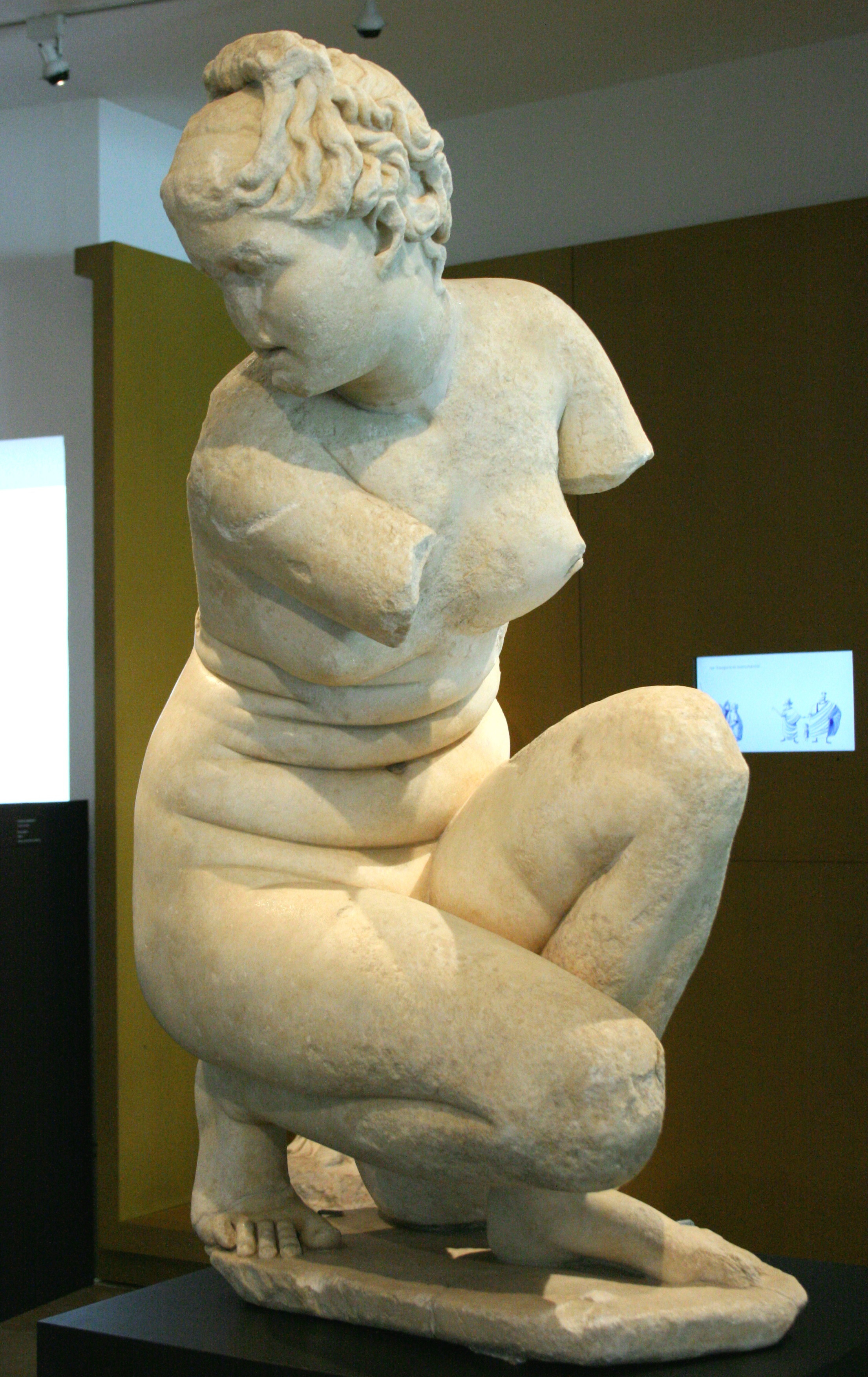
Une copie romaine (IIe siècle) d'une œuvre grecque : Aphrodite accroupie.
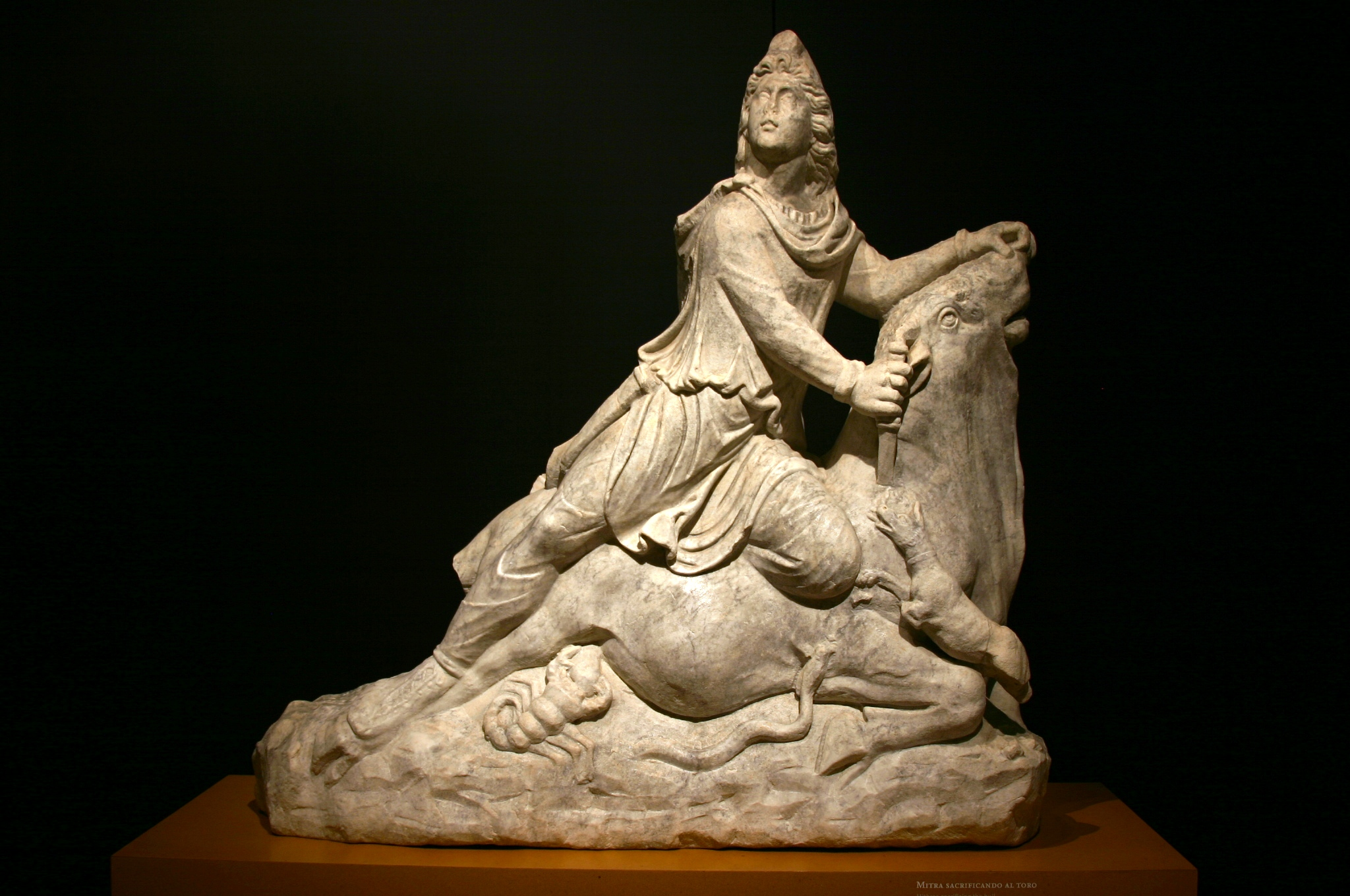
Représentation de Mithra sacrifiant un taureau au IIe siècle.
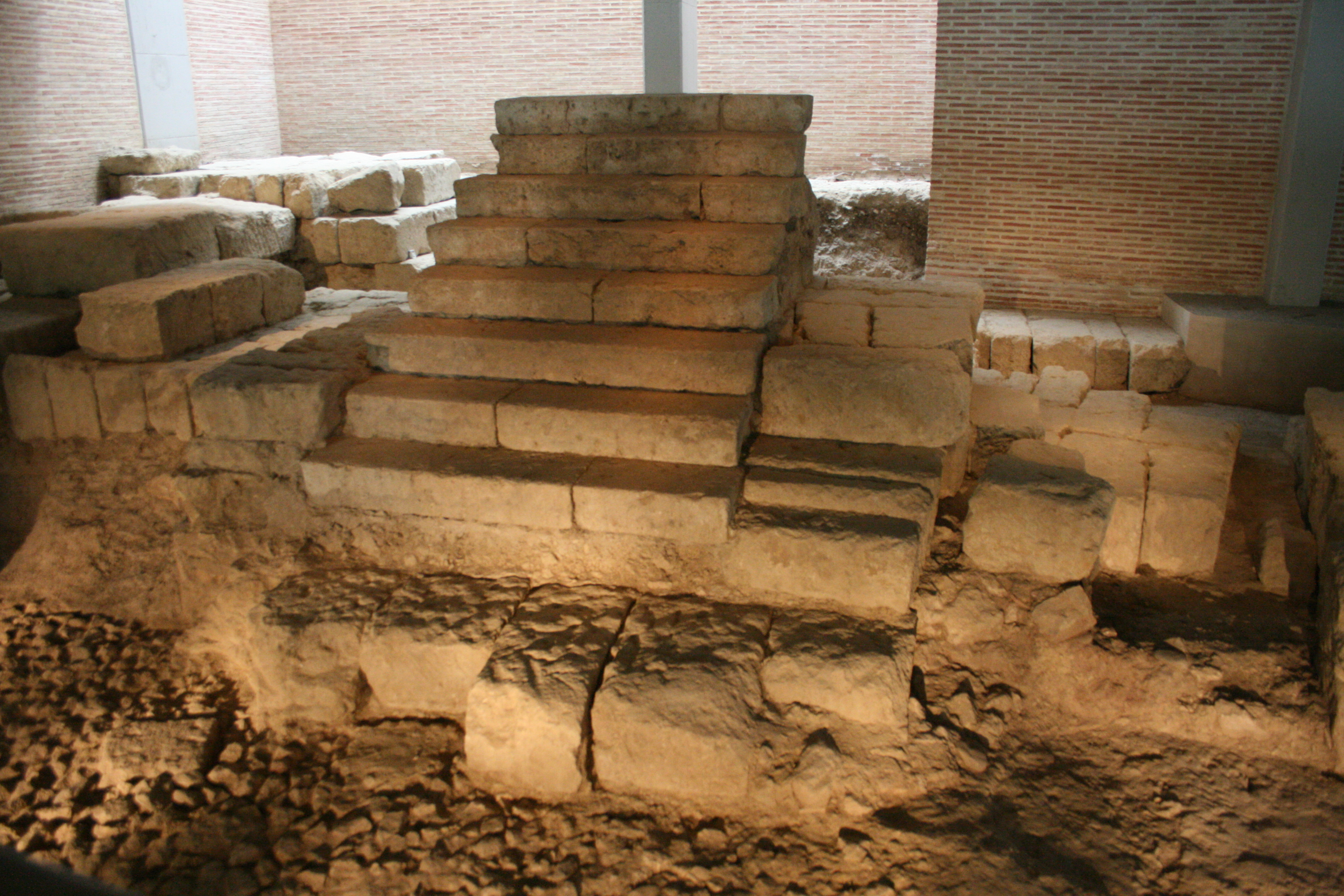
Vestiges du théâtre romain conservés dans le musée.
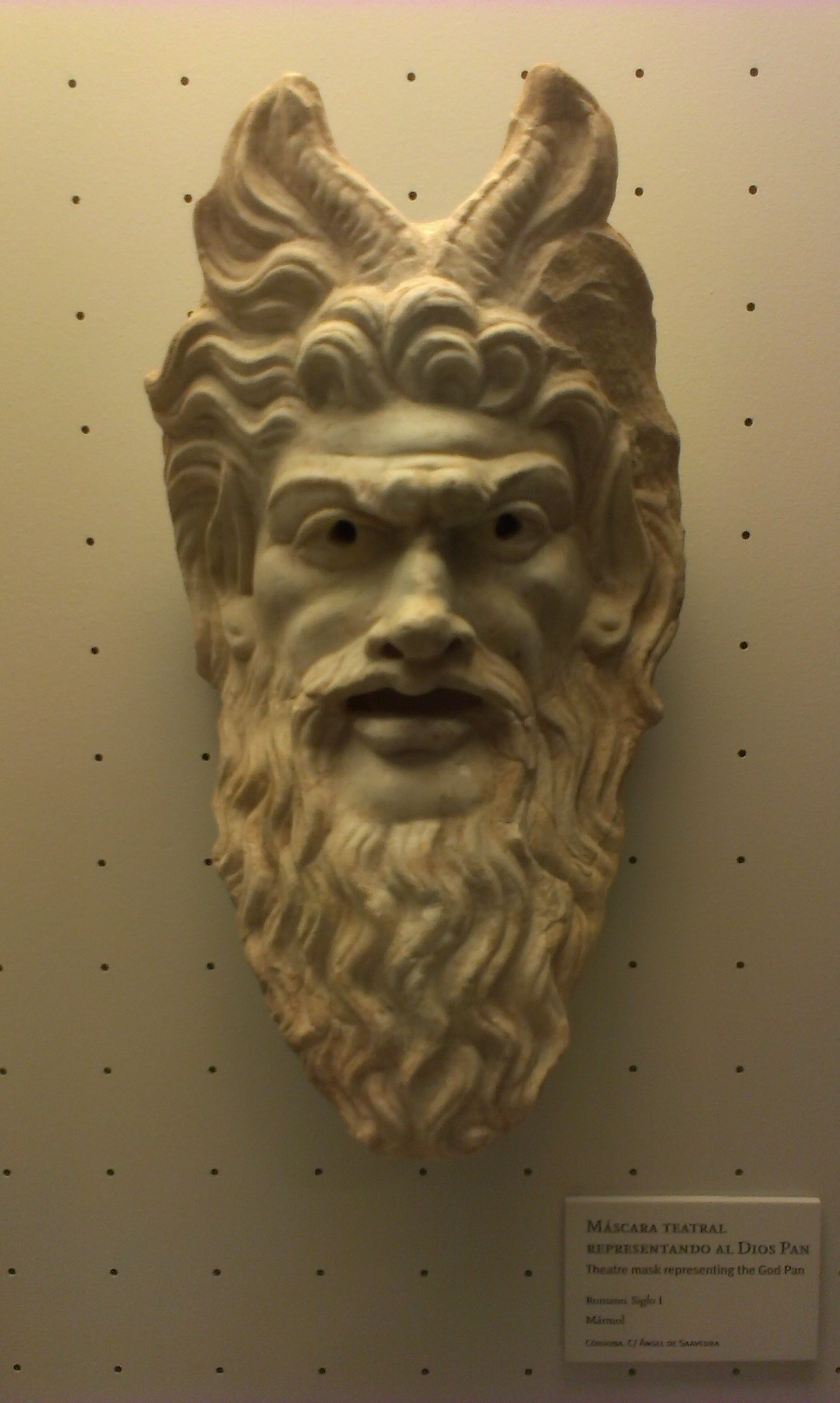
Masque théâtral du dieu Pan.
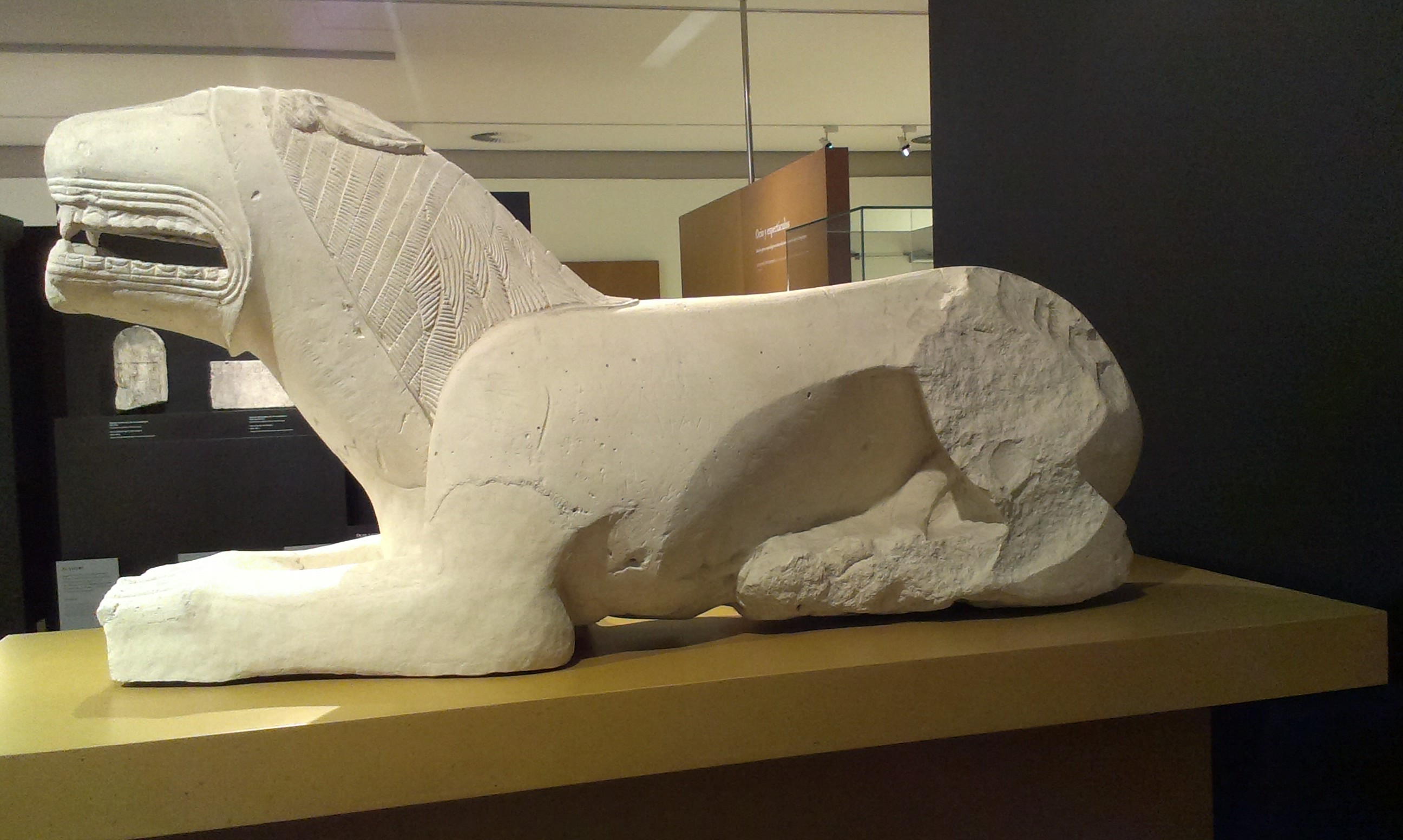
Lion ibère de Nueva Carteya.
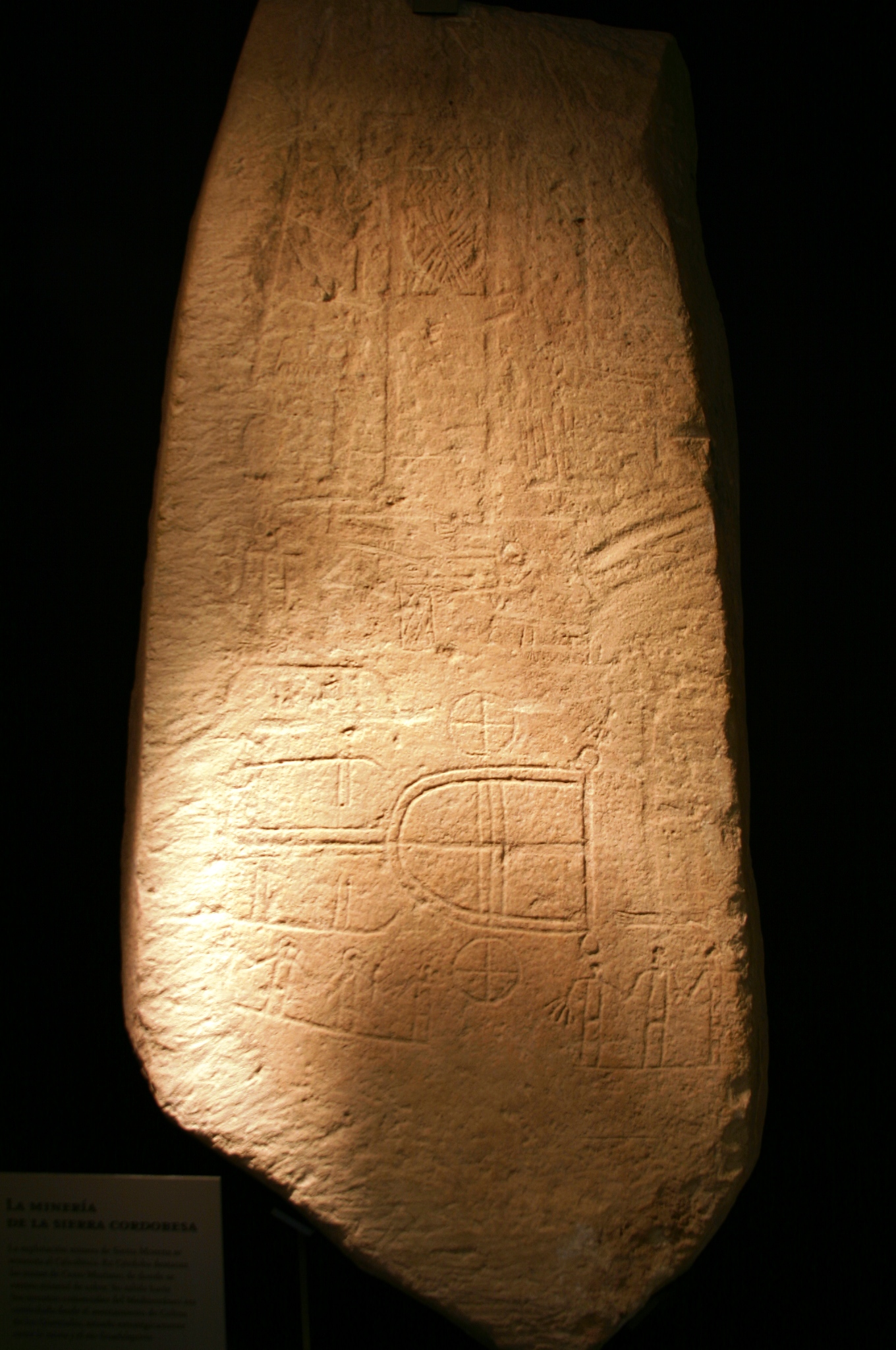
Stèle d'Ategua (es).
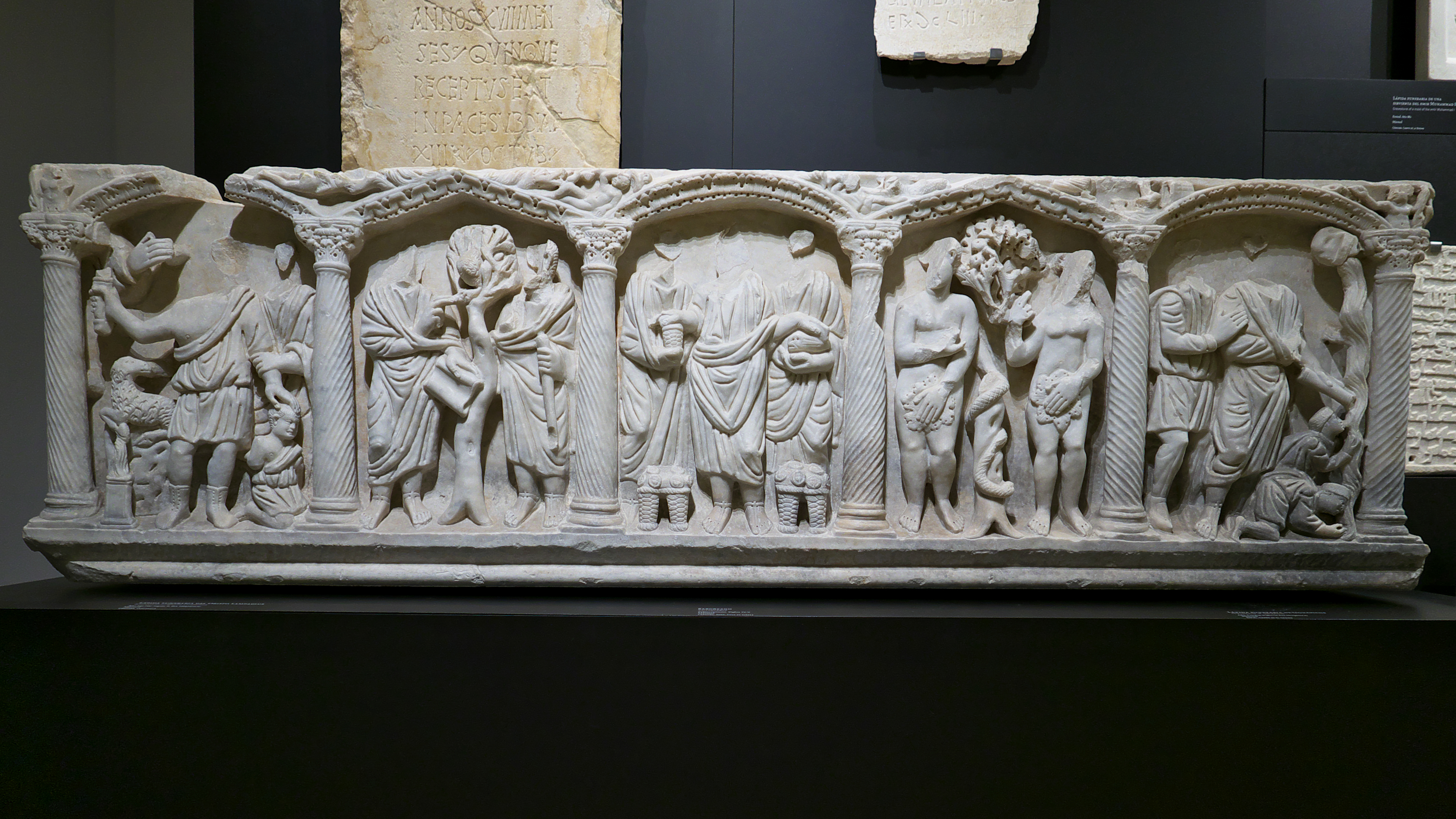
Sarcophage paléochrétien, premier tiers du IVe siècle.
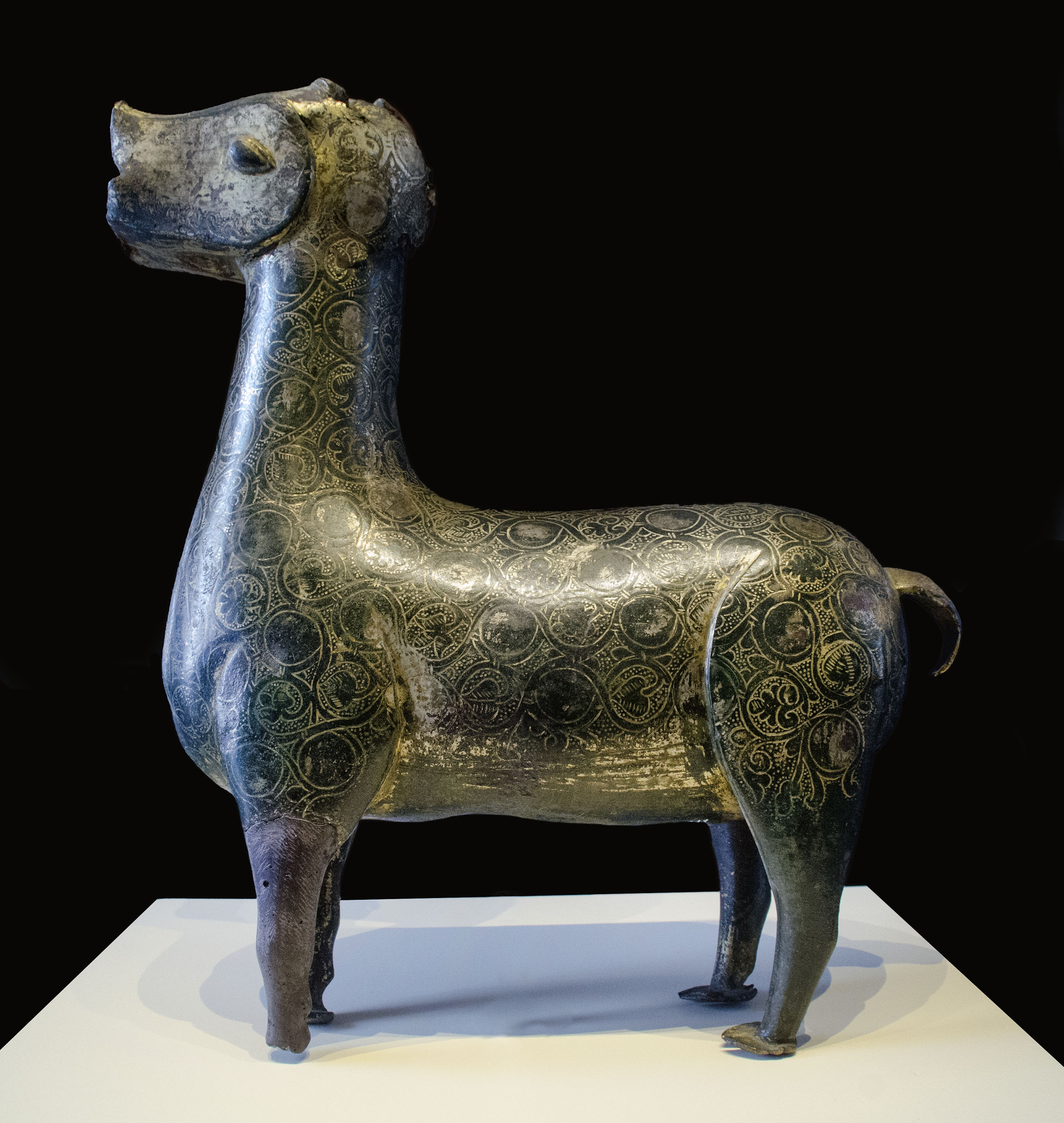
Biche omeyyade de Medinat al Zahara